# Gaidźatra

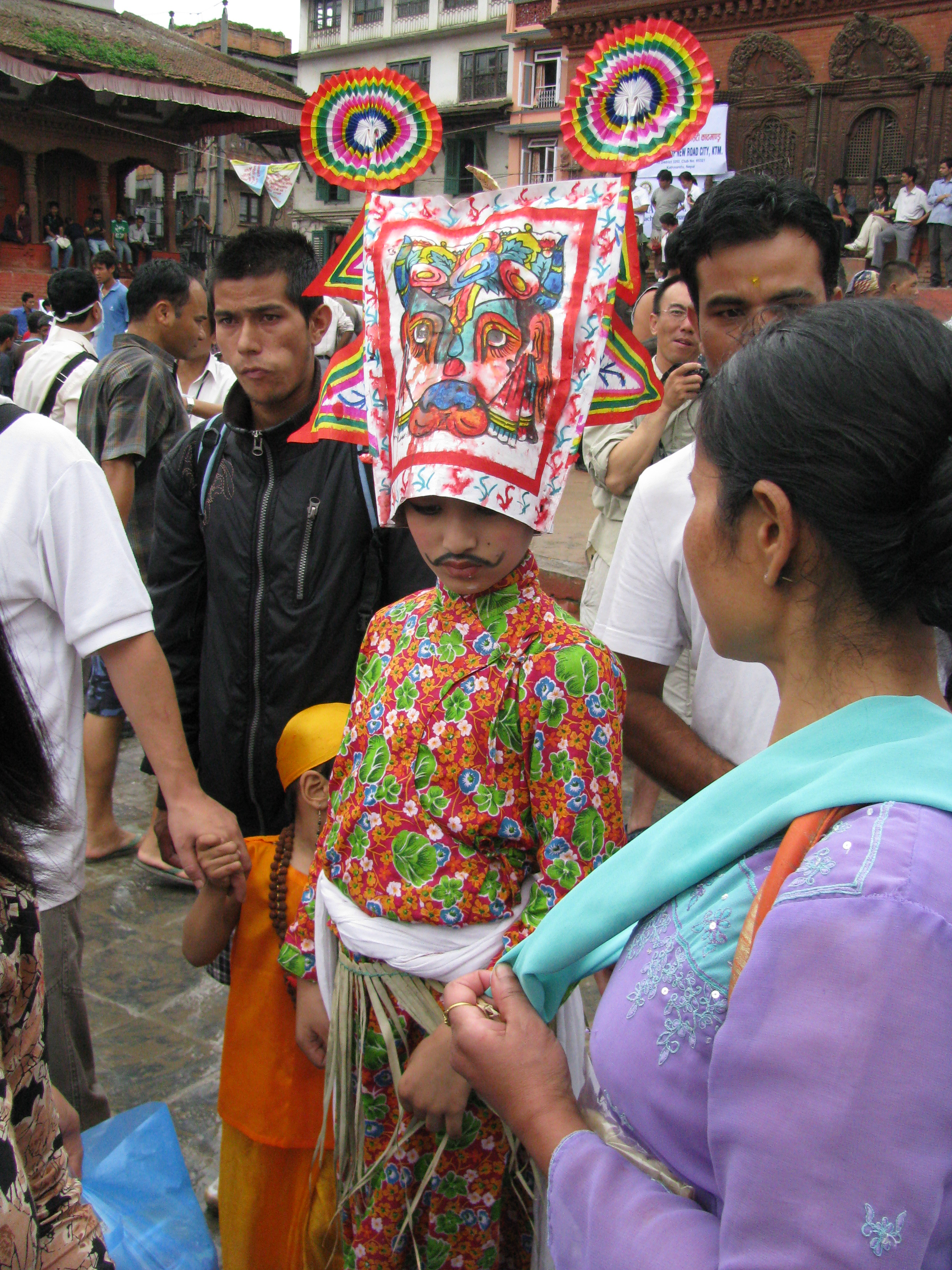
Uczestnik festiwalu w Katmandu przebrany za krowę

Gaidźatra (newari सा पारु, nepali गाईजात्रा, ang. Gai Jatra) – festiwal hinduistyczny w Nepalu. Obchodzony jest w miesiącu Bhadra (przełom sierpnia-września). Uroczyste jego obchody ustanowił król Pratap Malla (1644–1673) po śmierci syna.
Charakterystycznym wydarzeniem pierwszej części tego święta jest procesja zawierająca:
- podobizny zmarłych w ostatnim roku
- krowy
- postacie przebrane za krowy.

Krowy w wierzeniach hinduizmu służą zmarłym poprzez swoją pomoc, jako przewodniczki w krainie pośmiertnej, na drodze do nieba.